# Radisson Collection Hotel (гостиница, Таллин)
Radisson Colllection Hotel (рус. «Рэдиссон Коллекшн Отель») — гостиница в Таллине. Находится в 1300 метрах от пластины с нулевой отметкой расстояний на Ратушной площади, по адресу бульвар Рявала, д. 3 (эст. Rävala puiestee 3).
Третья в целом и первая, в частности, постсоветская высотная гостиница города, построенная финскими и эстонскими строителями в 2001 году. 

## История
Инвестицию в размере почти 624 млн. эстонских крон (около 40 млн евро) в данный проект компания Radisson SAS рассматривала, как самое большое до сих пор вложение в Эстонию. Владельцами Таллинского проекта явились финский строительный концерн SRV Development OY, финский Finnfund, SAS Hotel Investment из Дании, а также датский Инвестиционный Фонд Центральной и Восточной Европы (IÖ-Fonden). Над проектом работали архитекторы Вилен Кюннапу (Vilen Künnapu) и Айн Падрик (Ain Padrik) и Кари Мёккяля (Kari Mökkälä). День открытых дверей для всех жителей города состоялся 1 февраля 2001 года. 
Гостями гостиницы были такие знаменитости, как Билл Клинтон,  Цзян Цзэминь, Жак Ширак, Джордж Уокер Буш, Андерс Фог Расмуссен, Хиллари Клинтон, Андреа Бочелли, Элис Купер, Дэвид Бекхэм и многие, многие другие.
В январе 2015 года гостиницу приобрёл закрытый фонд EfTEN Kinnisvarafond II AS, инвесторами которого являются институциональные и частные инвесторы стран Балтии.
Первоначально гостиница носила название «Radisson SAS Hotel Tallinn» («Рэдиссон САС Отель Таллинн»), в 2009—2014 годах — «Radisson Blu Hotel» («Рэдиссон Блу Отель»), в 2014—2020 годах — «Radisson Blu Sky Hotel»  («Рэдиссон Блу Скай Отель»). В 2021 году была осуществлена реновация гостиницы, и с 2022 года она носит название «Radisson Collection Hotel». Количество номеров увеличилось с 280 до 287 (в 2001 году их было 277). Число этажей гостиницы — 25, высота — 104,8 метра.